# Sep Vanmarcke
Sep Vanmarcke (født 28. juli 1988 i Kortrijk) er en forhenværende professionel cykelrytter fra Belgien.

## Karriere
Vanmarcke begyndte at køre på UCI World Touren i 2011, da han skrev kontrakt med Garmin-Cervélo. Han er kendt som en god rytter i éndagsløbet, og har blandt andet én andenplads og tre fjerdepladser i Paris-Roubaix, samt to tredjepladser i Flandern Rundt.